# Günther Mohr
Günther Mohr (* 11. Oktober 1956 in Cochem) ist ein deutscher Sachbuchautor und systemischer Transaktionsanalytiker.

## Leben
Günther Josef Mohr wurde 1956 in Cochem an der Mosel geboren. Er studierte Volkswirtschaft und Psychologie.
Mohr absolvierte verschiedene Therapieausbildungen und legte die Grundlagen für seinen späteren integrativen Ansatz. Seit 1986 ist er im Bereich Führungskräfteentwicklung, Coaching und Organisationsentwicklung tätig. Als Gelehrter und Vertreter der Transaktionsanalyse leistete er Pionierarbeit im Bereich der Integrativen Transaktionsanalyse und der organisationalen Transaktionsanalyse. Die Integrative Transaktionsanalyse vereint verschiedene psychologische Modelle und Methoden wie z. B. verhaltenstherapeutische oder tiefenpsychologische Aspekte. Er erreichte mit seinem Beitrag, dass mit der Rollentheorie von Bernd Schmid zum ersten Mal ein Organisationsentwickler und ein Deutscher den anerkannten Eric Berne Memorial Award erhielt.
Als Mitglied der International Transactional Analysis Association (ITAA) übernahm er von 2001 bis 2007 eine Position im Vorstand der Organisation.
Mohr ist Senior Coach im Deutschen Bundesverband Coaching (DBVC) und dort Vertreter des Systemischen Coachings sowie der Anbindung an Personal-, Organisations- und Kulturentwicklung.

## Werk
Günther Mohr befasst sich mit der Entwicklung von Konzepten für Organisationsentwicklung und Coaching. Er beschreibt dabei Modelle und Vorgehensweisen für die praktische Anwendung in Unternehmen und anderen Organisationen. Er hat die systemische Transaktionsanalyse mit entwickelt und sein Denken fußt dabei unter anderem auf Eric Berne. Mohrs Konzept „Systemische Organisationsanalyse“ stellt ein Zehn-Dynamiken-Modell vor, das als grundlegendes Erfassungsinstrument für Unternehmen und andere Organisationen gilt. Das Konzept kann als Diagnose und Interventionsansatz verstanden werden und hilft Organisationen beim Veränderungsprozess.
Es beschreibt die entscheidenden erfolgsvorgelagerten Faktoren in Unternehmen in vier Feldern, im Einzelnen werden zunächst die für ein Unternehmen charakteristischen Strukturfaktoren betrachtet. Dies geschieht in Form der strategischen und operativen Aufmerksamkeitsanalyse (1), der Rollenanalyse (2) und der Beziehungsanalyse (3). Darauf aufbauend werden drei Schlüsselprozesse jeder Organisation betrachtet: Kommunikation (4), Problemlösung (5) und Erfolgsgenerierung (6). Dabei werden die charakteristischen Muster der Organisation in ihrer Wirkungskraft erfasst. Im nächsten Schritt werden die Gleichgewichtsbedingungen eines Unternehmens analysiert: Was hält das System in Balance (7) Dies wird gefolgt von der Rekursivitätsanalyse (8), die betrachtet, wieweit sich tatsächlich gemeinsame Prinzipien in unterschiedlichen Ebenen des Unternehmens wieder finden. Die beiden letzten Analyseebenen befassen sich mit der externen Pulsation (9) und der inneren Pulsation (10).
Diese Theorie wird als Meta-Konzept verstanden und in der Transaktionsanalyse angewendet.

## Weitere psychologische Modelle
Günther Mohr hat mehrere Modelle entwickelt, von denen Einige hier kurz vorgestellt werden sollen:
Fünf-Rollen-Welten: Angelehnt an das Rollenmodell von Bernd Schmid, hat Mohr ein erweitertes Modell von Personenrollen entworfen. Darin unterscheidet er Privatwelt, Professionswelt, Konsumwelt, Gemeinwesenwelt und Organisationswelt. Dieses Modell kann Personen darin unterstützen, Rollenklarheit in den jeweiligen Kontexten zu erlangen und zu behalten.
Diamant der Professionalität: Mohr beschreibt mit diesem Modell eine integrierte persönliche Professionalität, welche aus sechs Dimensionen besteht: Menschenbild, Entwicklung, Systemkontext, Professionsmethoden, Kommunikation, Persönlichkeit. Diese Dimensionen stehen miteinander in Beziehung und beeinflussen sich gegenseitig.

## Veröffentlichungen
- Growth and change for organizations: Transactional Analysis - New Developments 1995 - 2006. Kulturpolitische Ges., Bonn 2006, ISBN 3-923064-54-3
- Systemische Organisationsanalyse: Dynamiken und Grundlagen der Organisationsentwicklung. EHP, 2006, ISBN 978-3-89797-069-4
- Coaching und Selbstcoaching mit Transaktionsanalyse. EHP, 2008, ISBN 978-3-89797-079-3
- Workbook Coaching und Organisationsentwicklung. EHP, 2010, ISBN 978-3-89797-099-1
- Achtsamkeitscoaching Das Kunstwerk des Lebens gestalten. Mit vielen Übungen für die berufliche und persönliche Praxis. EHP, 2013, ISBN 978-3-89797-109-7
- Systemische Wirtschaftsanalyse: Die Psycho-Logik der Wirtschaft: Mensch und Ökonomie (EHP-Handbuch Systemische Professionalität und Beratung). EHP, 2015, ISBN 978-3-89797-119-6
- Einführung in die systemische Transaktionsanalyse von Individuum und Organisation. Carl-Auer Verlag GmbH, 2020, ISBN 978-3-8497-0341-7
- Transaktionsanalyse für die Politik: Neuer Blick auf Corona-Leugner, Wettkampfmentalität und Gender-Gerechtigkeit. Mohr Media, 2022, ISBN 978-3-347-61331-7